# Malé Antily

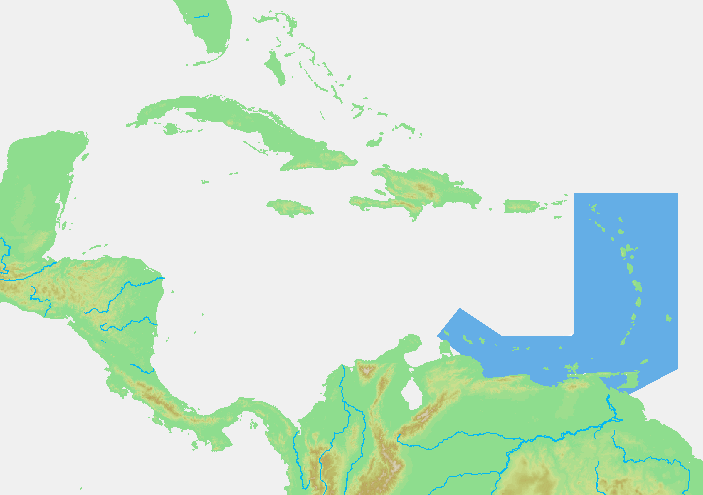
Malé Antily

Malé Antily je pás ostrovů ve východní části Karibiku; součást souostroví Antily a jsou to sopečné ostrovy.

## Dělení
Dělí se na:
- Závětrné ostrovy (severní větev): Anguilla, Antigua, Barbuda, Dominika, Guadeloupe, Montserrat, Nevis, Panenské ostrovy, Saba, Svatý Bartoloměj, Svatý Eustach, Svatý Kryštof, Svatý Martin
- Návětrné ostrovy (východní větev): Barbados, Grenada, Grenadiny, Martinik, Svatá Lucie, Svatý Vincenc, Tobago, Trinidad
- Závětrné Antily (jižní větev): Aruba, Bonaire, Curaçao, Isla de Margarita

Nejvyšším bodem je vrchol sopky Soufrière na ostrově Guadeloupe.

## Nejednotnost dělení
Je rozdíl mezi dělením Malých Antil v angličtině a v jiných západoevropských jazycích.
| jazyky                                   | Návětrné ostrovy | Závětrné ostrovy |
| ---------------------------------------- | ---------------- | ---------------- |
| angličtina                               |                  |                  |
| francouzština, nizozemština, španělština |                  |                  |

## Státy a závislá území

### Nezávislé státy
- Antigua a Barbuda
- Barbados
- Dominika
- Grenada
- Svatá Lucie
- Svatý Kryštof a Nevis
- Svatý Vincenc a Grenadiny
- Trinidad a Tobago

### Závislá území
- Spojené království Velké Británie a Severního Irska – všechny jeho americké državy mají status „Zámořské území Spojeného království“:
  -  Anguilla
  -  Britské Panenské ostrovy
  -  Montserrat

- Nizozemské království
  -  Aruba
  -  Curaçao
  -  Bonaire
  -  Saba
  -  Svatý Martin
  -  Svatý Eustach

- Francie
  -  Guadeloupe – zámořský departement a region DOM-ROM
  -  Martinik – zámořský departement a region DOM-ROM
  -  Svatý Martin – zámořské společenství COM
  -  Svatý Bartoloměj – zámořské společenství COM

- Spojené státy americké – toto území v karibské oblasti má status ostrovní území USA:
  -  Americké Panenské ostrovy (území USA)